# Экономист (журнал, Россия)
«Экономи́ст» — ежемесячный российский научный журнал (Москва). До 1991 года назывался «Плановое хозяйство». Рецензируемое издание ВАК.
В 1925 году впервые опубликовал на русском языке работу будущего нобелевского лауреата В. В. Леонтьева, положившую начало созданию метода «затраты-выпуск». В 1974 году первым из отраслевых изданий удостоен Ордена Трудового Красного Знамени.

## История
Журнал «Экономист» является преемником журнала «Плановое хозяйство», который, согласно Большой советской энциклопедии, основан в 1924 году. Вместе с тем «Плановое хозяйство» является преемником издававшегося с 1923 года журнала «Бюллетени Госплана», сохранив даже сквозную нумерацию: начиная с № 3 за 1924 год журнал назывался «Плановое хозяйство. Бюллетени Госплана СССР». Название «Плановое хозяйство» журнал носил начиная с 1925 года.
«Плановое хозяйство» было изданием Госплана СССР. В журнале освещались вопросы теории и практики планового хозяйства, государственного регулирования экономики, ценообразования.
В 1923—1928 в журнале был опубликован ряд работ, обогативших мировую науку новейшими методологическими концепциями. В нём активно сотрудничали многие работники
Конъюнктурного института при Наркомате финансов, руководимого Н. Д. Кондратьевым. Важную роль в формировании редакционной политики играл В. А. Базаров.
В 1941—1944 годах, во время Великой Отечественной войны, издание не выходило, в 1973 году его тираж составил 52 тыс. экземпляров. Нынешнее название журнал получил в 1991 году.

### Известные публикации
В 1925 году (№ 12) журнал опубликовал первую научную работу В. В. Леонтьева под названием «Баланс народного хозяйства СССР», положившую начало методу «затраты-выпуск».
В 1928 году (№ 11 и 12) в журнале был опубликован доклад Г. А. Фельдмана «К теории темпов народного дохода (Под углом зрения народного хозяйства СССР)», в котором впервые в экономической науке излагалась математическая модель экономического роста.
В № 7 за 1929 год опубликован доклад Л. М. Сабсовича «Проблема города», где предложено ликвидировать разницу между городом и деревней, создать вместо них усреднённые поселения с привязкой размеров к потребностям в рабочей силе крупных промышленных и сельскохозяйственных производств.
В 1947 году журнал призывал к массовому переходу на газогенераторные автомобили.
В 1973 году издание предоставило трибуну для критиков разработанной в ЦЭМИ «Системы оптимального функционирования социалистической экономики» (СОФЭ).
В 1988—1989 годах журнал уделял подробное внимание предложенному С. С. Губановым противозатратному методу хозяйствования.

## Структура

### Издатели
Издателями журнала являются Минэкономразвития России и автономная некоммерческая организация «Редакция журнала „Экономист“».

### Главные редакторы
- 1924 год — Гольман, Михаил Борисович[16]
- июнь-декабрь 1924 года — Базаров, Владимир Александрович и Маркович М.[5]
- с 1925 года — Каменев, Лев Борисович и Кржижановский, Глеб Максимилианович[6]
- 1944-1949 годы — Косяченко, Григорий Петрович
- с 1970 года — Глаголев, Владимир Сергеевич[2]
- 1978-2010 годы — Игнатовский, Павел Артемьевич[17]
- с 2010 года — Губанов, Сергей Семёнович

## Деятельность
В журнале обсуждаются теоретические и практические экономические проблемы, даётся анализ экономических процессов, происходящих в России и за рубежом. Периодически публикуются обзоры состояния российской экономики, последние статистические показатели её развития.

### Тематические разделы
Основные тематические разделы журнала:
- Государство и экономика;
- Приоритеты промышленной политики;
- Анализ, выводы, предложения;
- Вопросы управления;
- Принципы политэкономии;
- Финансовая политика;
- Экономика регионов;
- Агропромышленный комплекс;
- Экономический обзор;
- Из редакционной почты,
- Критика и библиография и др.

### Конкурсы
Журналом ежегодно проводится конкурс лучших студенческих и аспирантских работ по экономике. Работы победителей конкурса затем печатаются в журнале под рубрикой «К итогам конкурса».

## Достижения
- 1974 год — Орден Трудового Красного Знамени Указом Президиума Верховного Совета СССР от 18 марта 1974 года за плодотворную работу по пропаганде экономической политики КПСС, активное участие в разработке вопросов теории и совершенствовании практики социалистического планирования[18]
- 2011 год — премия VII Международного конкурса деловой журналистики «PRESSЗВАНИЕ» в номинации «Малый бизнес» за статью А. Тарасенко «Проблемы малого инновационного бизнеса»[19]
- начиная с 1998 года более 40 публикаций журнала перепечатаны на английском языке периодическим изданием «Problems of Economic Transition» (издательство M. E. Sharpe, США), созданным для ознакомления англоязычной аудитории с важнейшими экономическими работами на постсоветском пространстве[20]